# 간노역
간노역(일본어: 神野駅 かんのえき[*])은 일본 효고현 가코가와시에 위치한 서일본 여객철도 가코가와 선의 철도역이다. 상대식 승강장 2면 2선의 구조를 갖춘 지상역이다.

## 타는 곳
| 1 | ■ 가코가와 선 | 하행 | 아오 · 니시와키시 방면 |
| 2 | ■ 가코가와 선 | 상행 | 가코가와 방면          |

## 이용 현황
| 연도     | 1일 평균 | 연도     | 1일 평균 |
| 2000년도 | 1,595    | 2007년도 | 1,283    |
| 2001년도 | 1,515    | 2008년도 | 1,259    |
| 2002년도 | 1,449    | 2009년도 | 1,190    |
| 2003년도 | 1,398    | 2010년도 | 1,143    |
| 2004년도 | 1,357    | 2011년도 | 1,146    |
| 2005년도 | 1,329    | 2012년도 | 1,139    |
| 2006년도 | 1,298    |          |          |
| -------- | -------- | -------- | -------- |

## 역 주변
- 가코가와 시 키타 시민센터
- 기타야마 공원
- 긴키 안전 위생 기술센터

## 인접 역
| 서일본 여객철도 가코가와 선 | 서일본 여객철도 가코가와 선 | 서일본 여객철도 가코가와 선 |
| --------------------------- | --------------------------- | --------------------------- |
| 히오카 가코가와 방면        | ■ 가코가와 선               | 야쿠진 다니카와 방면        |